# Antonio Vieux
Antonio Vieux (* 28. August 1904 in Port-au-Prince; † 2. Juni 1961 ebenda) war ein haitianischer Schriftsteller, Politiker und Diplomat.

## Leben
Antonio Vieux studierte Rechtswissenschaft, übte den Beruf des Rechtsanwaltes aus und hielt eine Professur der Literatur.
Vom 18. Juli 1915 bis 1. August 1934, während der United States occupation of Haiti, entwickelte sich in haitianischen Literatenkreisen eine Philosophie des Noirisme, der die Orientierung an französischer Négritude, Genres und Stilrichtungen in Frage stellte, und eine haitianische Bewegung, die Landwirte afrikanischer Herkunft und das afrikanische kulturelle Erbe in der haitianischen Gesellschaft betonte.
1927 gründete Antonio Vieux mit Jacques Roumain, Carl Brouard und Philippe Thoby-Marcelin La Revue Indigène: Les Arts et la Vie, eine haitianische Literaturzeitschrift für die afrikanische Wirklichkeit. Er veröffentlichte in verschiedenen Literaturzeitschriften eine Poesiesammlung und gründete in Port-au-Prince die Buchhandlung „Aux livres pour tous“ sowie einen Verlag.
Von 1944 bis 1946 war er im Kabinett von Dumarsais Estimé stellvertretender Justizminister.
Im November 1947 vertrat er die Regierung Dumarsais Estimé bei der Generalversammlung der Vereinten Nationen in Lake Success. Als Mitglied des Ad Hoc Committee teilte er seinen Kollegen mit, dass Haiti für den UN-Teilungsplan für Palästina stimmen werde. Er erhielt die Instruktion, gegen den Teilungsplan zu stimmen, um dem Kabinett Truman einen Kredit über 5 Millionen US-Dollar abzunötigen. Es gelang, die Regierung Dumarsais Estimé davon zu überzeugen, dass das Kabinett Truman bestens durch eine Zustimmung zum Teilungsplan für diesen Kredit zu überzeugen sei.
1948 leitete er das Lycée Toussaint Louverture in Port-au-Prince.
Von 1948 bis 1949 war er Gesundheits- und Bildungsminister im Kabinett von Dumarsais Estimé.
Als lautstarker Kritiker von François Duvalier wurde er von den Tonton Macoute am 2. Juni 1961 verhaftet und in Fort Dimanche gefoltert und ermordet.